# モンゴル高原
モンゴル高原（モンゴルこうげん、英: Mongolian Plateau）は、東アジアの北に位置する内陸の高原地帯で、モンゴル民族やテュルク系民族の居住地。モンゴル国とロシア極東の南部と中国の内モンゴル自治区をあわせた領域にほぼ一致する。漢語では蒙古（もうこ）あるいは蒙古高原（もうここうげん）と言う。
標高およそ1000m前後の草原からなり、中央部は乾燥地帯（ゴビ砂漠）である。ゴビ砂漠を境目として、北部はモンゴル国にあり、外蒙古または漠北とも呼ばれ、南部は南モンゴル（内蒙古）あるいは漠南と呼ばれ、歴史的・政治的に2地域に分かれている。北部はサヤン山脈を境界としてシベリアに接する。降水量は少なく、寒暖差の激しい、厳しい気候である。